# メルビン・シェパード
メルビン・ウィンフィールド・"メル"・シェパード (Melvin Whinfield ("Mel") Sheppard、1883年9月5日- 1942年1月4日)は、アメリカ合衆国の陸上競技選手。1908年ロンドンオリンピックと1912年ストックホルムオリンピックで合計4つの金メダルを獲得した選手である。

## 経歴
シェパードは心臓が弱く、ニューヨーク市警に就職しようとするも採用されなかった経歴がある。心肺機能に問題があったにもかかわらず、シェパードは1906年から1908年まで AAU選手権の880ヤードを3連覇している。これにより、1908年ロンドンオリンピックの中距離種目では優勝候補として見られるようになる。
1908年ロンドンオリンピックの1500mは本当の世界一を決める大会といってもよかった。なぜならばそれまでのオリンピックの中距離種目はその当時のトップ選手の注目を浴びていたわけではなかったからである。決勝への道は厳しいものであった。8組に分けて行われた予選は1位となったものだけが決勝に進むこととなっていた。さらに、強豪選手であってもシードはなかったため、たとえば、1904年セントルイスオリンピック、1906年アテネオリンピック金メダリストのジム・ライトボディ(James Lightbody)、世界歴代2位の記録を持っていたジョン・ハルステッド(John Halstead)、この大会の800mで銀メダルを獲得したエミリオ・ルンギ(Emilio Lunghi)といった強豪は決勝に残ることができずに敗れていった。
シェパードは、1500mの予選で4分5秒0のオリンピック新記録を出し決勝進出を決めたが、すぐその後の組でイギリスのノーマン・ハローズ(Norman Hallows)が4分3秒6を出し、オリンピック記録を奪われてしまう。シェパードは、翌日の決勝でハローズのこの記録と戦わなければならなかったが、4分3秒4を出し、金メダルを獲得に成功した。
800mの予選（準決勝）ではイギリスのジェームズ・リントット(James Lintott)がシェパードを脅かしたが1分58秒0で決勝に進出を決める。翌日行われた決勝では最初の400mを53秒のトップで通過。イタリアのルンギを押さえ1分52秒8の世界新記録で2個目の金メダルを獲得した。
シェパードは3個目の金メダルをこの大会で行われた種目であるメドレーリレーで獲得した。アメリカチームのアンカーとして、1600mのうち半分である800mのパートを受け持ち、予選、決勝とも勝利を飾り、3つ目の金メダルを獲得した。
シェパードは、1912年ストックホルムオリンピックにも出場。優勝候補として見られていた。彼は800mでロンドンのときと同じように走ろうとした。しかし、最初の1週は52.4秒で入ったものの、同僚のテッド・メレディス(Ted Meredith)に追い抜かれ連覇ならず銀メダルに終わった。一方のメレディスは1分51秒9の世界新記録であった。800mで金獲得はならなかったものの、4×400mリレーのメンバーとして自身オリンピックで4つめの金メダルを獲得した。
シェパードは引退後は弁護士として活躍した。